# 175
El año 175 (CLXXV) fue un año común comenzado en sábado del calendario juliano, en vigor en aquella fecha.
En el Imperio romano el año fue nombrado el del consulado de Pisón y Juliano, o menos frecuentemente, como el 928 ab urbe condita, siendo su denominación como 175 a principios de la Edad Media, al establecerse el anno Domini.

## Acontecimientos
- En la primavera suceden las guerras marcomanas: después de otro ataque de los romanos, Zanticos (rey de los iazigues) demanda la paz. Los iazygues se comprometen a no acercarse a menos de 76 estadios (17 km) del río Danubio; fueron liberados 100 000 prisioneros y proporcionaron 8000 soldados de caballería para el ejército romano. Unos 5500 de ellos fueron enviados para la guarnición de la provincia romana de Britania. El emperador Marco Aurelio parece decidido a crear dos nuevas provincias al norte del Danubio: la Marcomania y la Sarmatia.
- En abril, en Siria corre el rumor de que Marco Aurelio ha muerto, por lo que el gobernador romano Avidio Casio (130-175) se proclama emperador del Imperio romano. Marco Aurelio reprime esta rebelión.
- 3 de mayo: en Egipto, Avidio Casio es aceptado como emperador mediante un documento.
- 19 de mayo: Cómodo (Lucius Aelius Aurelio Cómodo, 161-192) ―hijo de Marco Aurelio y de su esposa Faustina la Menor― parte desde Roma hacia el frente del Danubio.
- 7 de julio: en la frontera del Danubio, Cómodo es investido con la toga viril, y recibe el nombre de «César» a los 14 años de edad.
- En julio, Avidio Casio falla en la búsqueda de apoyo para su rebelión y, después de tres meses y seis días de su reinado, es asesinado por sus oficiales durante una revuelta. Envían la cabeza a Marco Aurelio, quien convence al Senado de indultar a la familia de Casio. Martius Verus, gobernador de Capadocia leal a Marco Aurelio, toma el gobierno de Siria.
- 28 de julio: Marco Aurelio es reconocido nuevamente como emperador en Egipto. Después de negociar la paz con los iazigues, él viaja a las provincias orientales para recuperar el control de la situación tras la usurpación de Avidio Casio.
- M. Sattonius Iucundus, decurio en Colonia Ulpia Traiana (en la Renania del Norte), restaura las termas de Coriovallum (actual Heerlen, en Holanda).
- En la actual Alemania, el ejército romano de Marco Aurelio vence a la tribu germana de los marcomanos.
- En Roma, el esclavo liberto griego Eleuterio de Nicópolis sucede al papa Sotero (103-175) napolitano de origen griego) como papa.
- Clemente de Alejandría trabaja como maestro en la escuela catequética de Alejandría (Egipto).
- En China, la doctrina de Confucio se graba en piedra.
- En China, los seguidores de Confucio tratan de garantizar su influencia en la corte real, pero son masacrados por los eunucos. En los próximos cuatro años, más de 5000 personas morirán en este conflicto.
- Se funde en bronce la estatua ecuestre de Marco Aurelio, obra maestra de la escultura de la Antigüedad, que se convirtió en prototipo de ulteriores estatuas ecuestres.[1]

## Nacimientos
- Arika Abba (Papá el Largo), rabino judío babilónico, considerado el primer y más grande maestro del Talmud (f. 247).
- Claudio Eliano, profesor de retórica y escritor romano (f. 235).
- Cao Ang, hijo mayor de Cao Cao (f. 197).
- Gan Ning, general del reino chino Wu (f. 218).
- Ma Chao, hijo de Ma Teng, primo de Ma Dai, hermano de Ma Tie y de Ma Xie, general y general tigre del reino de Shu para el guerrero Liu Bei (f. 222).
- Sun Ce, hermano mayor de Sun Quan, el fundador del reino Wu (f. 200).
- Wei Yan, general del reino chino Shu (f. 234).
- Yang Xiu, consejero de Cao Cao (f. 219).
- Zhou Yu, militar y estratega chino de los Tres Reinos (f. 210).

## Fallecimientos
- Alejandro de Abonuteicos, curandero, profeta y estafador griego-turco (n. 105).
- Avidio Casio, emperador (usurpador) romano.
- Claudio Apolinar de Hierápolis, obispo cristiano turco.
- Concordio de Espoleto, mártir cristiano.
- Faustina la Menor, emperatriz romana.
- Flavio Arriano de Nicomedia, historiador y filósofo griego-turco (n. 86).
- Marco Cornelio Frontón, gramático, retórico y abogado romano-argelino (n. 100).
- Probus, obispo italiano en Rávena, posiblemente legendario.
- Vettius Valens (n. 7 de febrero del 120), astrónomo y astrólogo romano.
- Volusio, jurisconsultor romano y preceptor de Marco Aurelio.